# فيديريكو بريتو فيغيروا
فيديريكو بريتو فيغيروا (بالإسبانية: Federico Brito Figueroa) هو مؤرخ وعالم الإنسان وسياسي فنزويلي، ولد في 2 نوفمبر 1921 في فنزويلا، وتوفي في 28 أبريل 2000 في كاراكاس في فنزويلا. حزبياً، نشط في حزب العمل الديمقراطي والحزب الشيوعي الفنزويلي.